# Sava (U-Boot)
Die Sava (Kennung: P 802) war ein U-Boot der Marine Jugoslawiens. Sie war unter dem Namen Nautilo für die italienische Marine als die achte Einheit der ersten Serie der Tritone-Klasse gebaut worden. Um nach dem Waffenstillstand von Cassibile ihre Inbesitznahme durch die Deutschen zu erschweren, wurde Nautilo am 9. September 1943 im Hafen von Venedig selbstversenkt. Sie wurde gehoben und als UIT 19 von der deutschen Kriegsmarine in Dienst gestellt und sank in Folge eines Luftangriffs der britischen Royal Air Force in Pula. Nach dem Zweiten Weltkrieg wurde sie erneut gehoben, instand gesetzt und 1949 von der jugoslawischen Marine als Sava in Dienst gestellt. Neben Tara (P 801) (ex Nebojša) wurde sie so zum zweiten U-Boot der Föderativen Volksrepublik Jugoslawien. Von 1958 an wurde Sava nur noch für Ausbildungsaufgaben eingesetzt und es folgte eine längere Werftliegezeit von 1958 bis 1960 während der das Deckgeschütz entfernt und die Turmverkleidung stromlinienförmiger gestaltet wurde. Anschließend diente sie weiter in der Ausbildungsaufgabe bis 1967.